# Borotciîți, Jîdaciv
Borotciîți (în ucraineană Боротчиці) este un sat în comuna Jîrova din raionul Jîdaciv, regiunea Liov, Ucraina.

## Demografie
Componența lingvistică a localității Borotciîți
     Ucraineană (98,82%)
     Rusă (1,18%)
Conform recensământului din 2001, majoritatea populației localității Borotciîți era vorbitoare de ucraineană (98,82%), existând în minoritate și vorbitori de rusă (1,18%).